# Télétoon+
Télétoon+ é um canal francês de televisão por assinatura para crianças, propriedade do Canal+. Foi lançado em 17 de dezembro de 1996 por TPS, e não está ligado ao canal canadiano com o mesmo nome, propriedade da Corus Entertainment, que difunde igualmente programas de animação em língua francesa.

## História

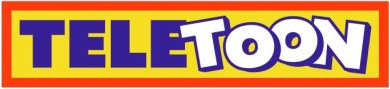
Logótipo do Télétoon de 1996 a 1999

O Télétoon foi lançado pela TPS aquando do seu lançamento em 16 de dezembro de 1996.
Télétoon +1 foi lançado em 2 de setembro de 2002, importando o conceito popular no Reino Unido de “canal de repetição”.
O Télétoon juntou-se ao Canalsat em 21 de março de 2007, aquando da sua fusão com o TPS.
De 2006 a 2009, uma versão em inglês do Télétoon foi distribuída pela MyTV na Nigéria.
Em 17 de maio de 2011, o Télétoon passou a Télétoon+, com o Canal+ a unificar a maior parte dos seus canais temáticos sob a sua identidade. O canal polaco ZigZap tornou-se igualmente Teletoon+ em 1 de outubro de 2011.
Em 2012, o Canal+ quis retirar o Télétoon+ das ofertas dos fornecedores de serviços Internet em 2 de abril, o que fazia parte das obrigações impostas aquando da fusão da TPS e da Canalsat para permitir que os ISP desenvolvessem as suas ofertas de televisão. No ano anterior, a fusão TPS-Canalsat foi “anulada” pela Autorité de la Concurrence e o Canal+ foi fortemente multado pela sua posição dominante sem ter respeitado as suas obrigações, tendo a Autoridade da Concorrência francesa imposto novas injunções em 23 de julho de 2012. Entretanto, o Canal+ tentou convencer o Conselho de Estado de que a sua situação económica era difícil.
Desde 1 de julho de 2015, o Télétoon+ está disponível em HD.
Em 2017, o Télétoon+ passou a ser um exclusivo do Canal+. A partir deste ano, o Télétoon+ começou a transmitir programas em estreia, em vez de a maior parte deles estrear no Canal+ Family, e começou a transmitir programas de ação ao vivo por volta deste período.